# IBM BASIC
IBM Personal Computer Basic, обычно сокращаемый до IBM BASIC — представляет собой язык программирования Бейсик, впервые выпущенный корпорацией IBM с IBM PC (модель 5150) в 1981 году. IBM выпустила четыре разных версии интерпретатора Microsoft BASIC, лицензированных от Microsoft для PC и PCjr. Они известны как Cartridge BASIC, Cassette BASIC, Disk BASIC и Advanced BASIC (BASICA). Версии Disk BASIC и Advanced BASIC были включены в состав IBM PC DOS до PC DOS 4. В дополнение к функциям стандарта ANSI BASIC версии IBM предлагал поддержку графического и звукового оборудования линейки IBM PC. Исходный код можно вводить с помощью полноэкранного редактора, а для отладки программы были предоставлены очень ограниченные возможности. IBM также выпустила версию компилятора Microsoft BASIC для PC одновременно с выпуском PC DOS 1.10 в 1982 году.